# نولان صغير
نولان صغير (الاسم العلمي:Nolana inconspicua) هو نوع نباتي يتبع جنس النولان من فصيلة الباذنجانية.